# Staroměstský jez

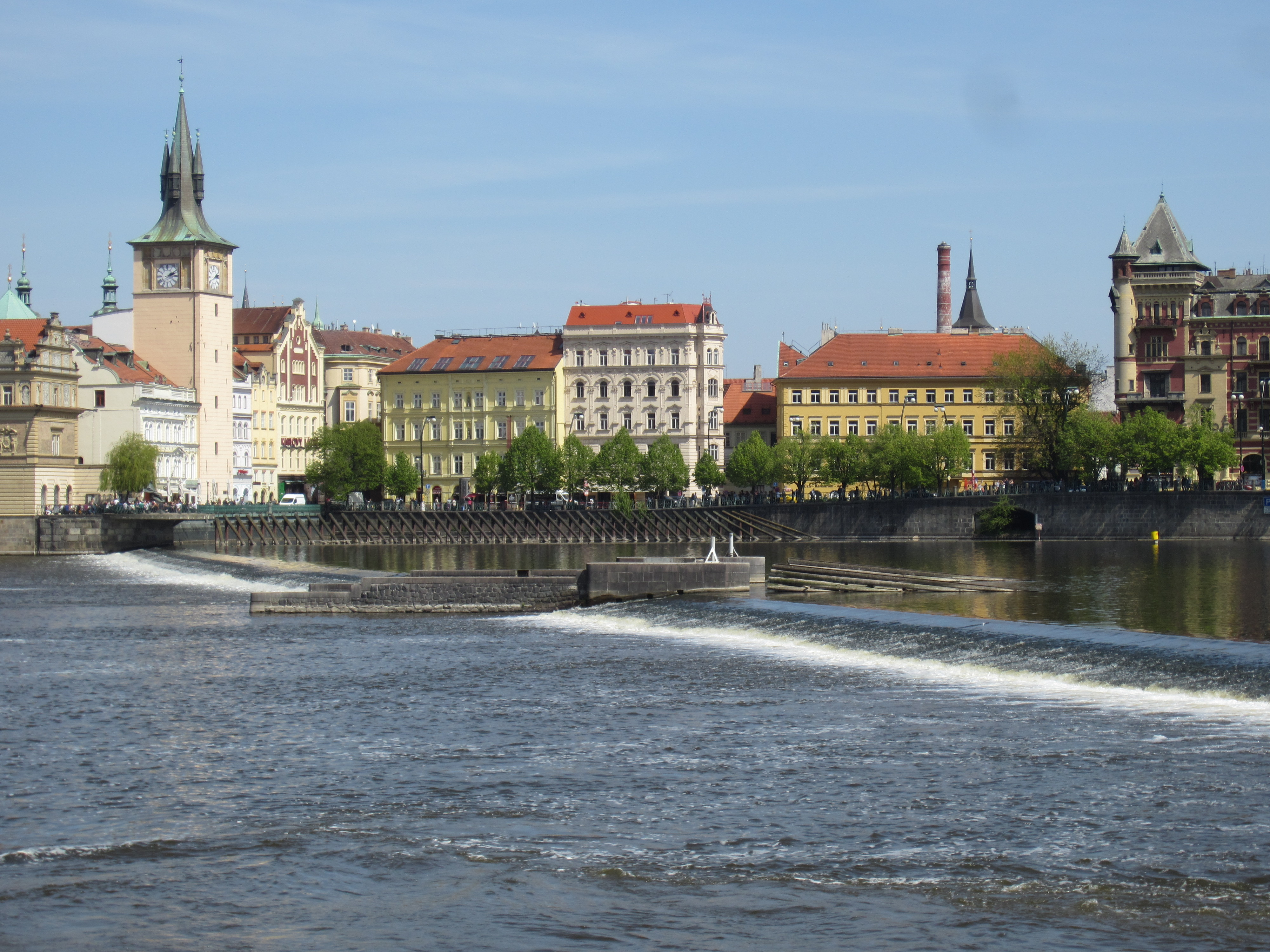
Staroměstský jez: pohled z Kampy (2016)

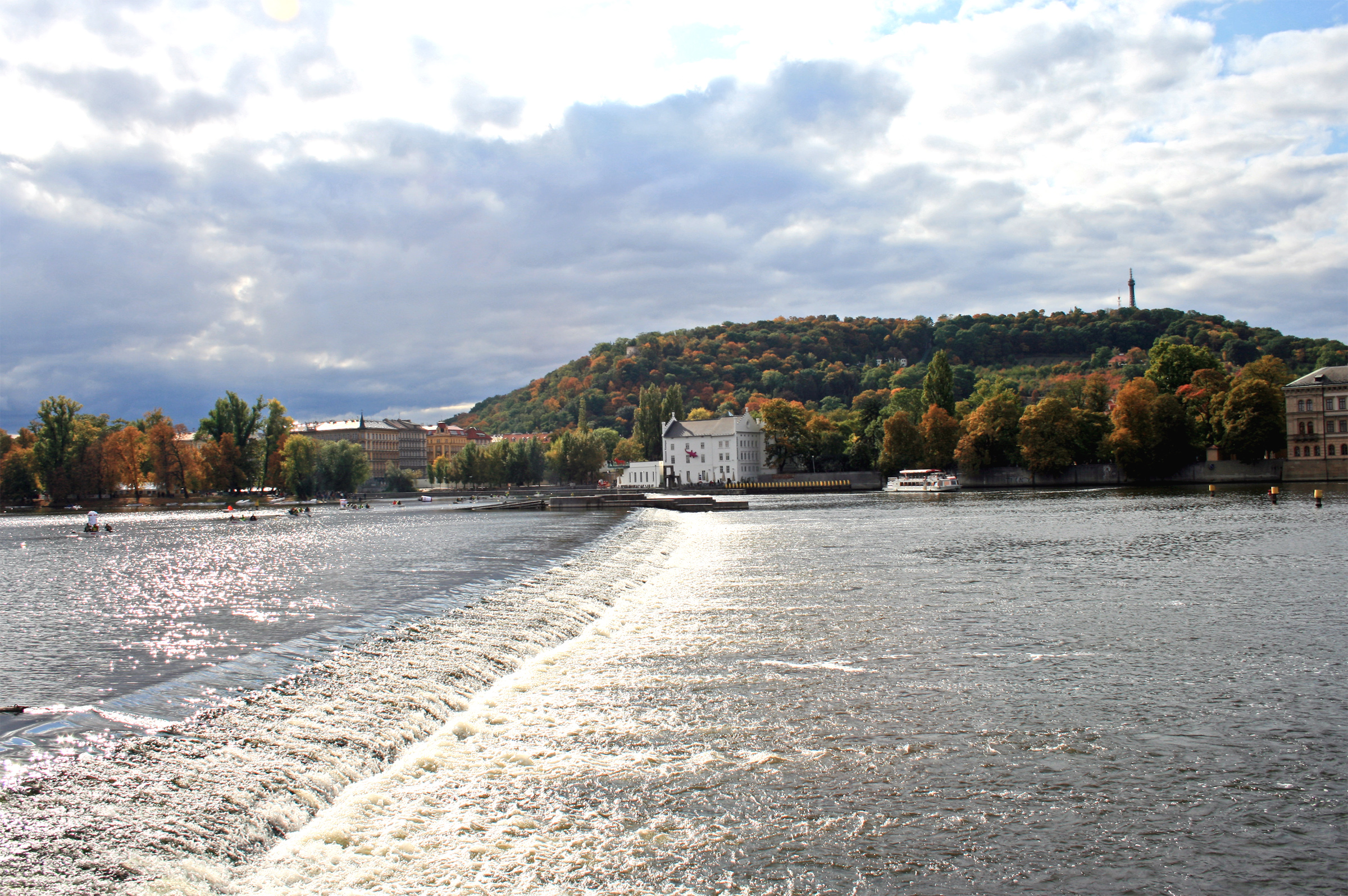
Staroměstský jez: pohled ze Smetanova nábřeží k Sovovým mlýnům a Petřínu (2008)

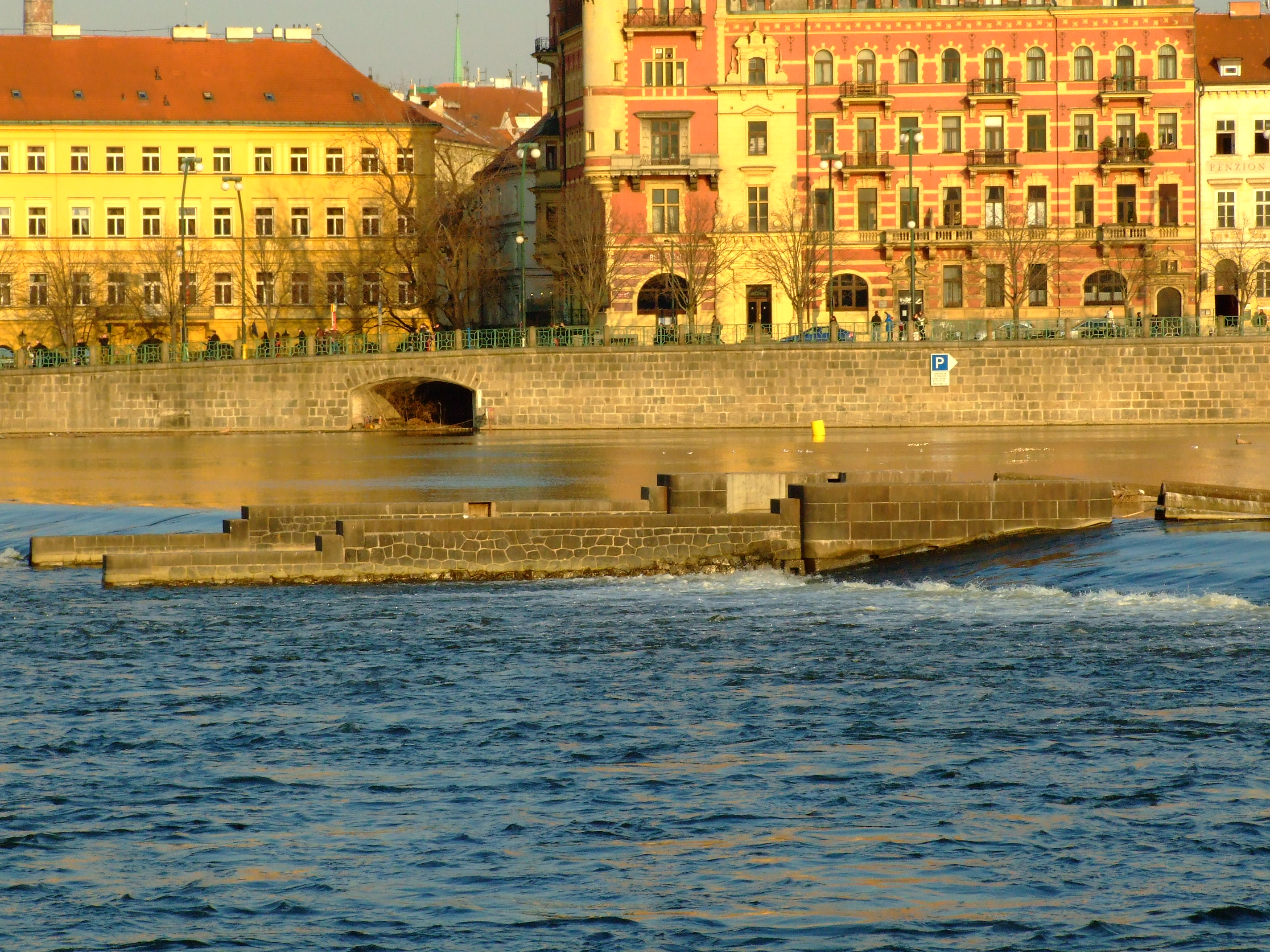
Propust jezu (2009)

Staroměstský jez je jeden z nejstarších jezů v Praze na řece Vltavě, na říčním kilometru 53,1. Jez s vorovou propustí uprostřed je šikmo veden přes Vltavu od Sovových mlýnů (na levém břehu na malostranském ostrově Kampa) k Novotného lávce (na pravém břehu na místě bývalých Staroměstských mlýnů). Od roku 1964 je jez zapsán do státního seznamu kulturních památek jako součást areálu Staroměstská vodní díla na Vltavě (dalšími součástmi jsou Novotného lávka, hráz ke Karlovu mostu a opěrná zeď Smetanova nábřeží).

## Historie a popis
Staroměstský jez byl postaven v roce 1241 (staršími jezy, doloženými již v roce 993, byly tři jezy pod Pražským hradem, a do roku 1135 vznikly další tři jezy pod Vyšehradem). Jako jediný z pražských jezů má vzhled i profil odpovídající původnímu jezu tzv. pražského typu, jeho konstrukce je dřevěná s kamennou výplní.
Délka jezu je 321 metrů, spád říční hladiny je 95 centimetrů. Na levém břehu jez navazuje na zeď oddělující plavební kanál smíchovské plavební komory (ta je společná s předcházejícím Šítkovským jezem), u pravého břehu je ukončen u Karlových lázní. Uprostřed jezu je bývalá vorová propust široká 12 metrů (parametry propustí na Vltavě, Berounce, Lužnici a Otavě stanovil v roce 1366 císař Karel IV.: musely mít šířku 20 loktů a za jejich použití se neplatilo). Propust je pro vodáky sjízdná, každý rok je její splutí součástí akce Napříč Prahou – přes tři jezy (kromě Staroměstského se sjíždí i Šítkovský jez pod Jiráskovým mostem a Helmovský jez u Štvanice).
Jez byl určen jednak k plnění hradebního příkopu, ale také k zajištění vody pro napájení Čertovky (na té byly tři mlýny), pro pohon mlýnu sv. Jiří (později Sovovy mlýny) na Kampě a osmi Staroměstských mlýnů, a pro vodárenské využití, které později zajišťovala Staroměstská vodárenská věž.
V letech 2021 až 2023 byla provedena obnova jezu, při které byla vybourána betonová výplň z předchozí rekonstrukce a byly použity historické stavební postupy a materiály – kámen a dřevo. Žula byla dovezena z lomu u Vápenice na Příbramsku, 160 let staré duby na výrobu trámů pro dřevěný rošt jezu z obory v Kněžičkách na Nymbursku.
Nad levobřežním okrajem jezu je umístěna plastika Židle od Magdaleny Jetelové, před pravobřežním okrajem je pro ochranu Novotného lávky šikmo umístěna řada dřevěných ledolamů. 

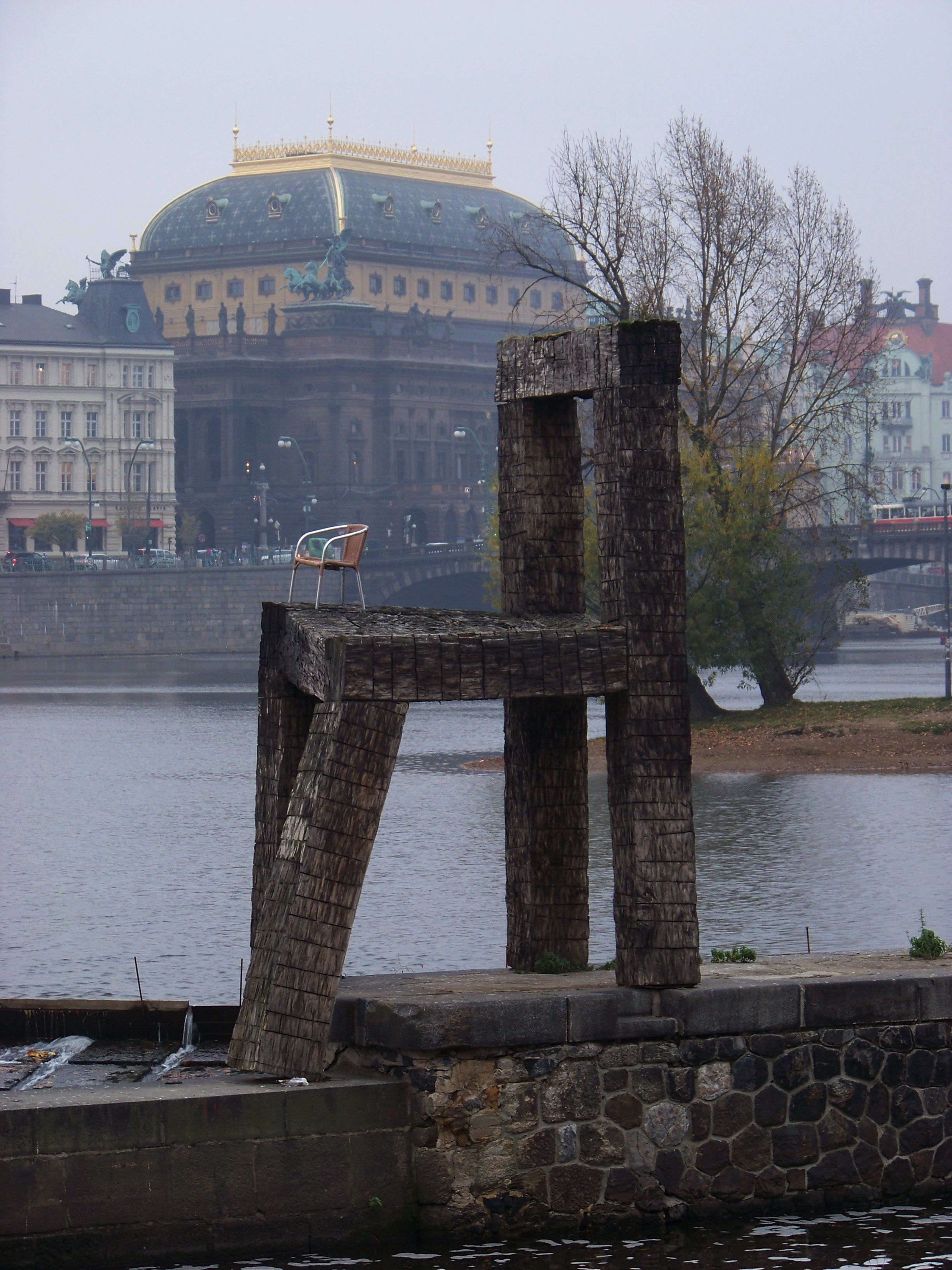
Židle od Magdaleny Jetelové
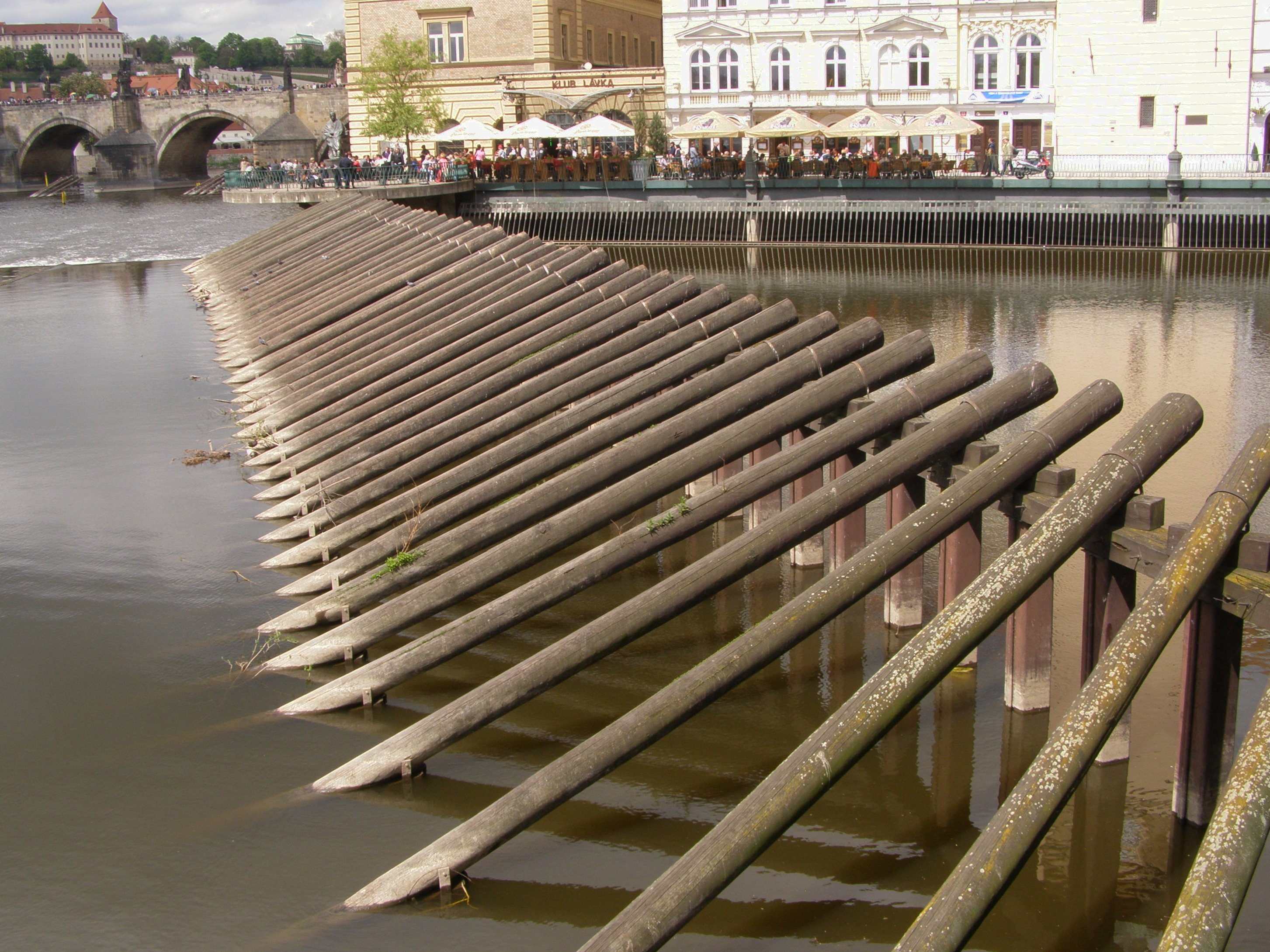
Ledolamy před Novotného lávkou